# Steinerne Jungfrau
Die Steinerne Jungfrau (alternativ auch Dölauer Jungfrau, Heidenstein oder Langer Stein genannt) ist ein vorgeschichtlicher Menhir in Dölau, einem Stadtteil von Halle (Saale) in Sachsen-Anhalt. Mit einer Höhe von ca. 5,5 m ist sie nach dem Gollenstein bei Blieskastel im Saarland der zweitgrößte Menhir Mitteleuropas. Die Steinerne Jungfrau ist im örtlichen Denkmalverzeichnis als Bodendenkmal eingetragen.

## Lage
Der Stein befindet sich am nördlichen Ortsrand von Dölau am leicht abfallenden Südosthang einer Geländeerhebung. Er ist über den von der Neuragoczystraße abzweigenden Jungfrauenweg erreichbar und mit einer Informationstafel versehen. In unmittelbarer Nähe des Steins befindet sich die Kleingartenanlage Steinerne Jungfrau, die nach dem Menhir benannt ist.
In der näheren Umgebung gibt es zahlreiche weitere vorgeschichtliche Fundorte. Südöstlich in der Dölauer Heide befinden sich 36 Grabhügel, eine jungsteinzeitliche Siedlung auf der Bischofswiese sowie die Steinkiste am Waldkater. 3 km nordöstlich befindet sich der Menhir von Morl. Ostnordöstlich bei Morl und nördlich bei Brachwitz liegen weitere Grabhügel.

## Beschreibung

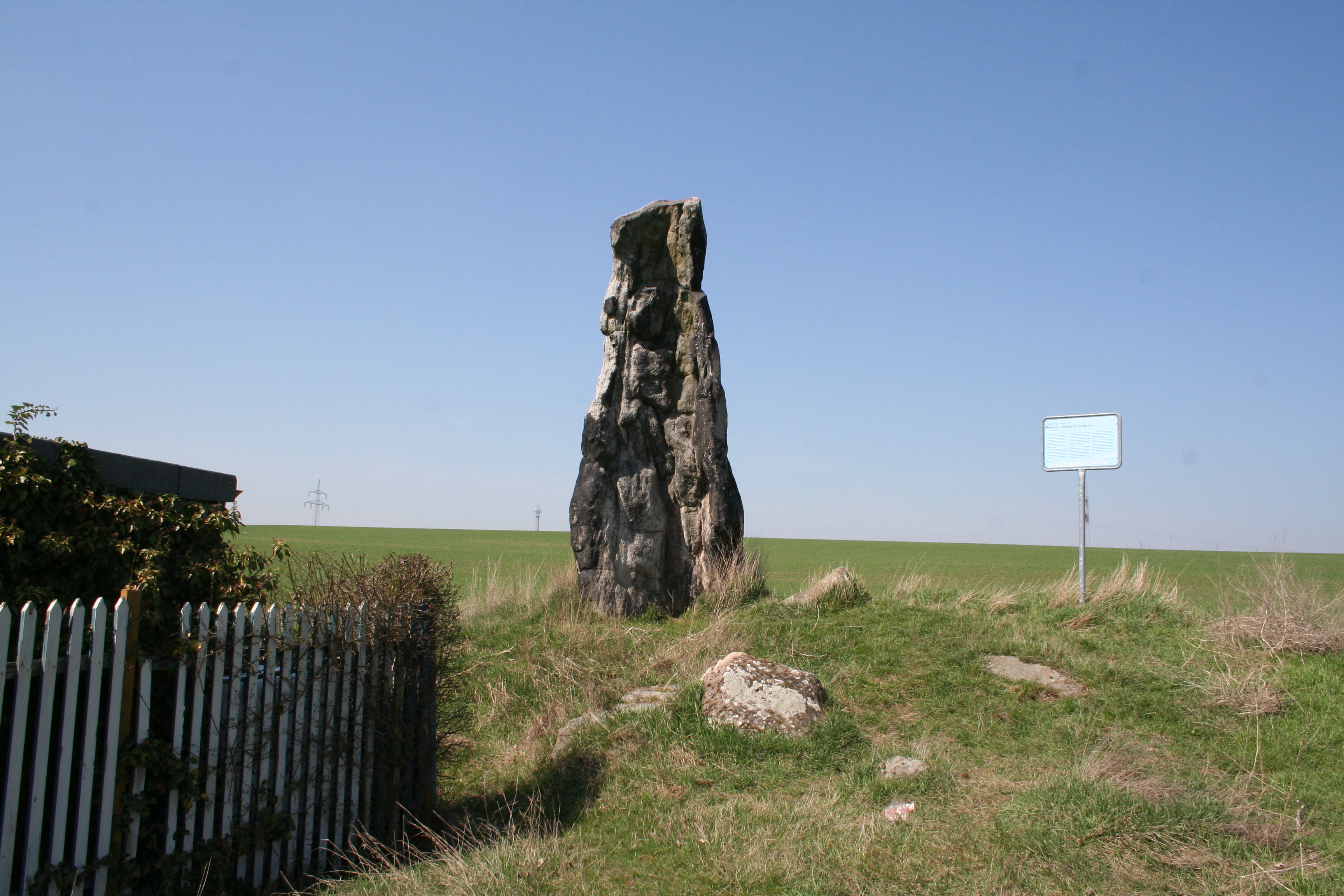
Die Steinerne Jungfrau mit herabgestürzten Bruchstücken im Vordergrund

Der Menhir besteht aus grauweißem Braunkohlenquarzit, der durch Verschmutzung größtenteils dunkelgrau bis schwarz verfärbt ist. Er hat einen etwa C-förmigen Querschnitt und eine stark zerklüftete Oberfläche. Zudem geht ein deutlich sichtbarer Riss durch den Stein. Seine Breite beträgt 2,6 m und seine Tiefe 1,55 m. Zur Höhe existieren unterschiedliche Angaben. Waldtraut Schrickel gab 1957 5,8 m an, in neuerer Literatur, bspw. Bodo Wernhörner/Ralf Schwarz oder Britta Schulze-Thulin sind hingegen nur 5,5 m angegeben. Christian Keferstein vermutete 1846 eine ursprüngliche Höhe von 25 Fuß (etwa 8 m) und spätere Autoren schlossen sich seiner Meinung an, dass der Menhir in seinem ursprünglichen Zustand höher war. Herumliegende Bruchstücke belegen, dass durch Verwitterung immer wieder Teile des Menhirs abgebrochen sind. Zuletzt war dies 1890 der Fall. Da jedoch Johann Christoph von Dreyhaupts Höhenangabe von 8,5 Ellen im Jahr 1755 in etwa mit der heutigen Höhe übereinstimmt, scheinen in den letzten Jahrhunderten lediglich von den Seiten des Menhirs Bruchstücke abgebrochen zu sein. Die Abbrüche von seiner Spitze fallen in die Zeit vor den ersten schriftlichen Erwähnungen und seine ursprüngliche Höhe ist damit nicht sicher zu bestimmen.
Unklar ist, ob die Steinerne Jungfrau ursprünglich Teil einer Gruppe von Menhiren war. Auf einer Karte von 1840 werden „drei Steinerne Jungfrauen“ erwähnt. Dreyhaupt nennt hingegen bereits 1755 nur einen Stein.
Funde aus der Umgebung des Menhirs stammen aus Schnurkeramik, der Vollbronzezeit, der Eisenzeit, dem slawischen Frühmittelalter und dem Mittelalter.

## Der Menhir in Brauchtum und Sagen

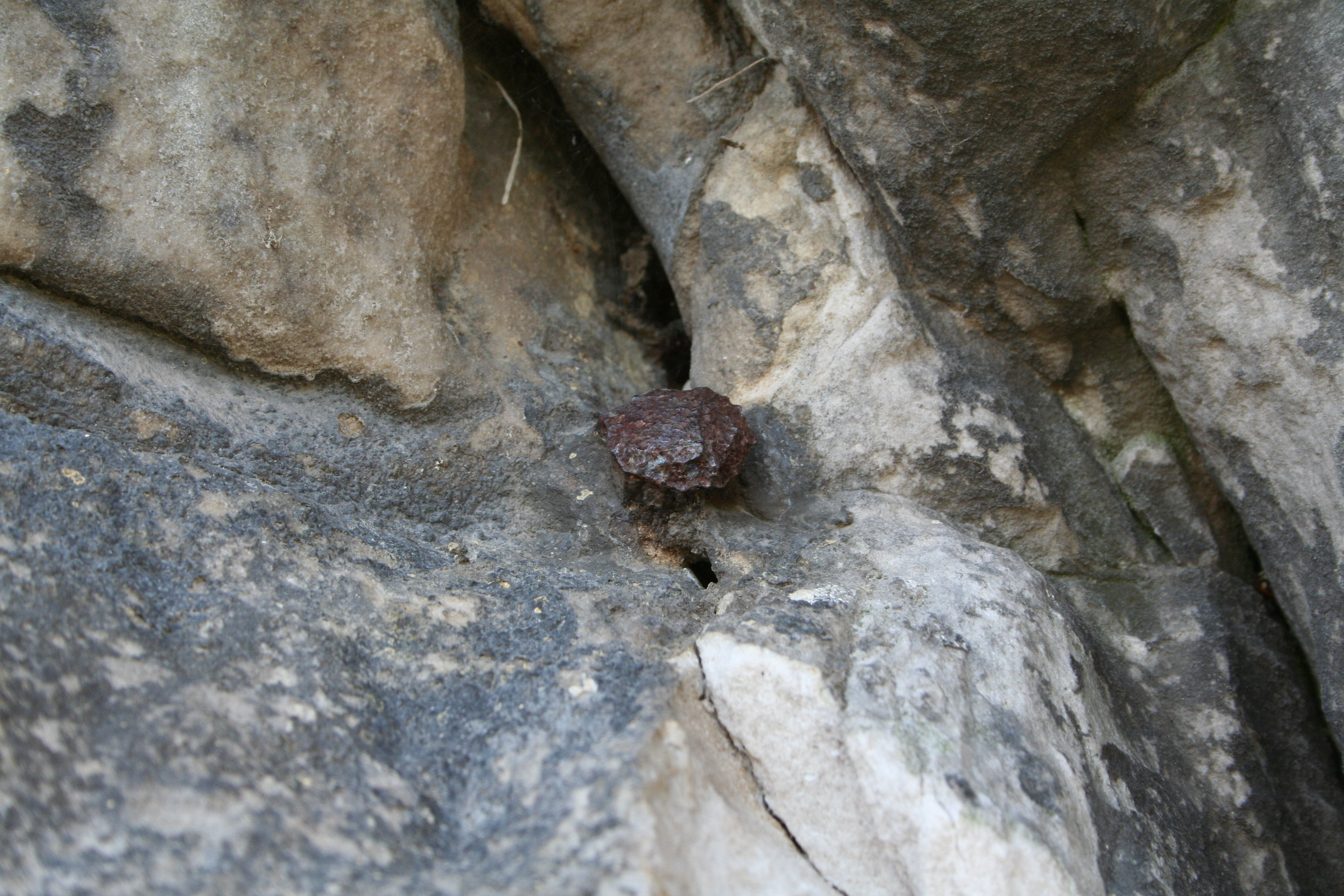
Eingeschlagener Eisennagel

Im Mittelalter wurde der Menhir als Nagelstein genutzt, wie noch heute eine Reihe Nägel belegen. Zudem gibt es eine Überlieferung, nach der nur bei Platzregen oder Gewitter Nägel eingeschlagen werden können.
Nach einer weiteren Überlieferung mussten die drei Pfarrer der umliegenden Orte abwechselnd einmal jährlich am Menhir eine Messe abhalten, was deutlich dessen besondere lokale Bedeutung belegt.
Eine Sage berichtet, dass sich einst eine (Riesen-)Jungfrau während eines Unwetters auf dem Heimweg vom Einkauf befand. Um Pfützen und Schlamm zu überqueren, ohne sich zu beschmutzen, beging sie schließlich den Frevel, ein gerade gekauftes Brot in den Schmutz zu werfen, um darüber zu steigen. Sie wurde auf der Stelle zu Stein verwandelt. Eine Variante dieser Sage schreibt den gleichen Frevel einer Mutter mit zwei Kindern zu. In einer weiteren Abwandlung war es ein Mädchen, das nach Lettin zum Tanz wollte.